# Edward Hamilton Aitken
Pour les articles homonymes, voir Aitken.
Edward Hamilton Aitken (né le 16 août 1851 à Satara en Inde, mort le 11 avril 1909 à Édimbourg) est un humoriste, naturaliste et écrivain spécialiste de la vie sauvage indienne. Il est connu auprès des Anglo-Indiens sous le nom de plume Eha.

## Publications
- An Indian Naturalist's Foreign Policy (1883)
- Behind the Bungalow (1889)
- The Naturalist on the Prowl (1894)
- The Five Windows of the Soul (1898)
- The Common Birds of Bombay (1900)
- The Tribes on my Frontier (1904)
- Gazetteer Of The Province Of Sindh (1907)